# Brandon (Mississippi)
Brandon település az Amerikai Egyesült Államok Mississippi államában, Rankin megyében, melynek megyeszékhelye is. Lakosainak száma 25 138 fő (2020. április 1.).

## Népesség
A település népességének változása:

| 2010 | 21 705 |
| 2020 | 25 138 |